# Espanador

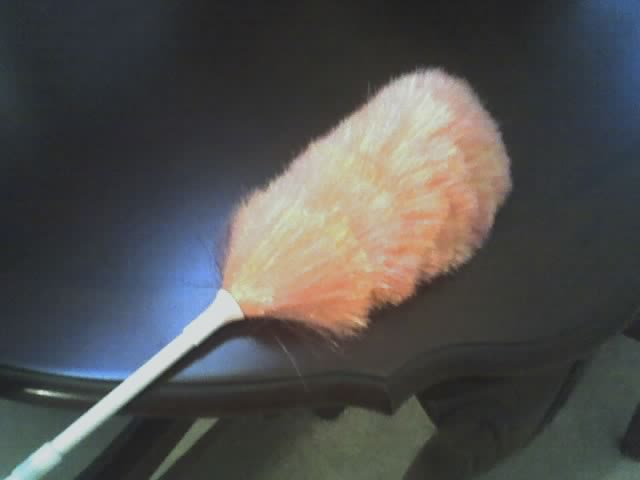
Um espanador de plumas limpando uma mesa

Espanador é um objeto feito normalmente feito de plumas, pêlos ou de materiais sintéticos embutidos em um cabo de cerca de 20 cm, que tem como objetivo retirar pó e impurezas de superfícies.

## História
Em 1870, a ideia do espanador foi concebida em uma fábrica de vassouras no conadado de Jones, Iowa, EUA. Um fazendeiro trouxe um feixe de penas de peru para a fábrica perguntando se elas poderiam ser usadas para montar uma escova. E. E. Hoag os dividiu com um canivete e os montou em uma vassoura curta. Mas o resultado era muito rígido para uso. Em 1874, a Hoag Duster Company foi fundada em Iowa.
Em 1874, Susan Hibbard, de Geneva Lake, Wisconsin, EUA, usou penas de peru descartadas em um espanador. Hibbard registrou uma patente (patente norte-americana nº 177.939) em 13 de novembro de 1874, emitida em 30 de maio de 1876. Depois de uma dura batalha legal contra seu marido George para reconhecer sua invenção e a National Feather Duster Company em dezembro de 1881, a Corte de Apelações dos Estados Unidos para o Sétimo Circuito em Chicago decidiu dar causa ganha Susan, dando prioridade como inventora do espanador.
A Chicago Feather Duster Company foi fundada em 1875. Recebeu a patente da braçadeira em 22 de dezembro de 1906 e da cabeça em 17 de setembro de 1907.
Os espanadores de penas de avestruz sul-africanos foram desenvolvidos em Joanesburgo em 1903 por Harry S. Beckner, um missionário e gerente de uma fábrica de vassouras. Beckner achava que as penas de avestruz eram uma ferramenta conveniente para limpar as máquinas da fábrica. Seus primeiros espanadores de pena de avestruz foram enrolados em cabos de vassoura usando os mesmos rebobinadores movidos a pé e arame usados para prender a palha da vassoura.
A primeira empresa de espanadores de penas de avestruz dos Estados Unidos foi formada em 1913 pelos irmãos Harry e George Beckner em Athol, Massachusetts. O maior fabricante de espanadores de penas de avestruz é a Cape Karoo International (CKI) em Oudtshoorn, na África do Sul.

## Tipos e composição
Existem vários tipos de penas usadas em espanadores, mas as penas de avestruz são usadas com mais frequência. Penas para espanadores são a mercadoria industrial mais valiosa da família de avestruzes.
As penas pretas de avestruz vêm do macho e são muito macias, com penas mais "fibrosas" por natureza. As penas cinzentas de avestruz são mais rígidas do que as pretas e costumam ser vendidas em supermercados. As penas de avestruz do fio dental são as penas mais macias e delicadas e vêm de debaixo das asas do pássaro. As penas de avestruz do fio dental são mais caras. As penas do pintinho são mais pontiagudas e duras do que as penas de avestruz e geralmente são vendidas a preços muito baixos.
Na Indonésia e na Tailândia, os espanadores são normalmente feitos de penas de galinha. Eles estão presos a um pedaço de bambu, e penas estão comumente presentes ao longo da maior parte do pau.